# ولسوالی نورگل
نورگل  یکی از ولسوالی‌های ولایت کنر در شمال خاوری افغانستان است. جمعیت این ناحیه نزدیک به ۲۵۰۴۷ نفر اعلام شده است. ولسوالی نورگل در بخش غربی استان کنر در افغانستان، در ۴۵ کیلومتری (۲۸ مایلی) غرب شهر اسدآباد در نزدیکی شهر جلال‌آباد قرار دارد. از غرب و جنوب با ولایت ننگرهار، از شمال با ولسوالی چپه دره و از شرق با ولسوالی های چاوکای و خاص کنر همسایه است.

## منبع‌ها۴۵
- مشارکت‌کنندگان ویکی‌پدیا. «Kunar Province». در دانشنامهٔ ویکی‌پدیای انگلیسی، بازبینی‌شده در ۲۱ بهمن ۱۳۹۰ خورشیدی.